# Edifício Avenida Central
Vista do Largo da Carioca.
Edifício Avenida Central é um importante edifício localizado no centro da cidade do Rio de Janeiro, entre a avenida Rio Branco e o Largo da Carioca, projetado pelo arquiteto Henrique Mindlin.

## História
O edifício se localiza ao lado do Largo da Carioca e junto à av. Rio Branco, número 156, no trecho que se cruza entre a av. Nilo Peçanha e a rua da Carioca, por onde passam ônibus em direção à praça Tiradentes. É, portanto, um edifício localizado num dos pontos estratégicos do centro carioca.
Situa-se no mesmo local do antigo edifício do Hotel Avenida, de 1911, onde ficava também a Galeria Cruzeiro, onde também se situava o ponto terminal de bondes da Zona Sul conhecido como Tabuleiro da Baiana. O Hotel, a Galeria e o terminal demolidos em 1958.
A sua construção, pela incorporadora Regina Feigl, levou três anos para ser concluída e o edifício foi inaugurado em 22 de maio de 1961, durante o governo do jornalista Carlos Lacerda, quando o Rio de Janeiro integrava, sozinho, o Estado da Guanabara. Foi o primeiro prédio do centro do Rio de Janeiro erigido em estrutura metálica, em lugar do concreto armado. É um prédio de 34 andares, 110 metros de altura, 1.061 salas e 200 lojas. Foi também o primeiro a utilizar o estilo arquitetônico "torre-sobre-placa"; ou seja: a torre construída sobre uma placa onde se localiza um centro comercial – neste caso, de quatro pavimentos. Uma lanchonete, chamada "Chopp Brahma", localizada no térreo do Edifício Avenida, ainda mantém a fachada original.
No seu centro comercial há um grande polo especializado em venda de equipamentos de informática e eletroeletrônicos, o maior do Rio de Janeiro. Isto se deve essencialmente à atuação da empresa PromoInfo, que inaugurou, em 1994, o chamado InfoCentro – a princípio em dois e, atualmente, em quatro andares do centro comercial do edifício. A PromoInfo foi a primeira a trabalhar com o conceito de condomínios comerciais. Neste modelo, existem diversos estandes padronizados que usufruem de uma infraestrutura comum – inclusive divulgação –, o que diminui os custos para o pequeno empresário e atrai grande quantidade de clientes pela concentração de vários vendedores em um único local, sob concorrência direta.
Há a única loja exclusiva HP do Rio de Janeiro, a Mr.Pack, no térreo. Também há uma filial da rede de lanchonetes Bob’s, com dois pavimentos. Outra rede que está instalada no edifício é a de livrarias Saraiva, que conta com uma filial.
Em 21 de agosto de 2009 sofreu um incêndio de pequenas proporções no depósito de manutenção de óleo, localizado no subsolo. Segundo o coordenador de segurança do prédio, o gerador é movido a óleo diesel. Várias lojas do subsolo foram inundadas pela água utilizada para apagar as chamas.